# Steuerbezirk Gradenegg
Der Steuerbezirk Gradenegg war in der ersten Hälfte des 19. Jahrhunderts einer der 89 Bezirke der Provinz Kärnten. Er umfasste die sieben Steuergemeinden Freundsam, Glantschach, Gradenegg, Pflausach, Rasting, Sörgerberg und Zirkitz in ihren damaligen Grenzen. Der Bezirk umfasste eine Fläche von 7491 Joch, das entspricht etwa 43 km².
Benannt war der Bezirk nach dem Hauptort Gradenegg mit der gleichnamigen Burg Gradenegg.
Im Zuge der Reformen nach der Revolution von 1848/49 wurden die Steuerbezirke aufgelöst. Die bis dahin dem Steuerbezirk Gradenegg zugehörigen Steuergemeinden wurden wie folgt aufgeteilt: die Katastralgemeinden Freundsam, Glantschach, Gradenegg, Pflausach, Sörgerberg wurden Teil der neu errichteten politischen Gemeinde Glantschach und damit des neuen politischen Bezirks Sankt Veit; die Katastralgemeinden Rasting und Zirkitz wurden Teil der neu errichteten Gemeinde Sankt Urban und damit des neuen politischen Bezirks Klagenfurt, heute gehören sie zum Bezirk Feldkirchen.